# Castillo de Wirtemberg
El Castillo de Wurtemberg era el castillo ancestral de los gobernantes del estado histórico de Wurtemberg, ubicado en el monte Wurtemberg a una altitud de 411 m sobre el nivel del mar en el actual municipio de Rotenberg en Stuttgart, entre Bad Cannstatt y Esslingen am Neckar. Entre 1080 y 1819 tres castillos con este nombre existieron en esta localización.
El castillo fue remplazado por el Mausoleo de Wurtemberg de estilo clásico en 1820-24.

## Galería

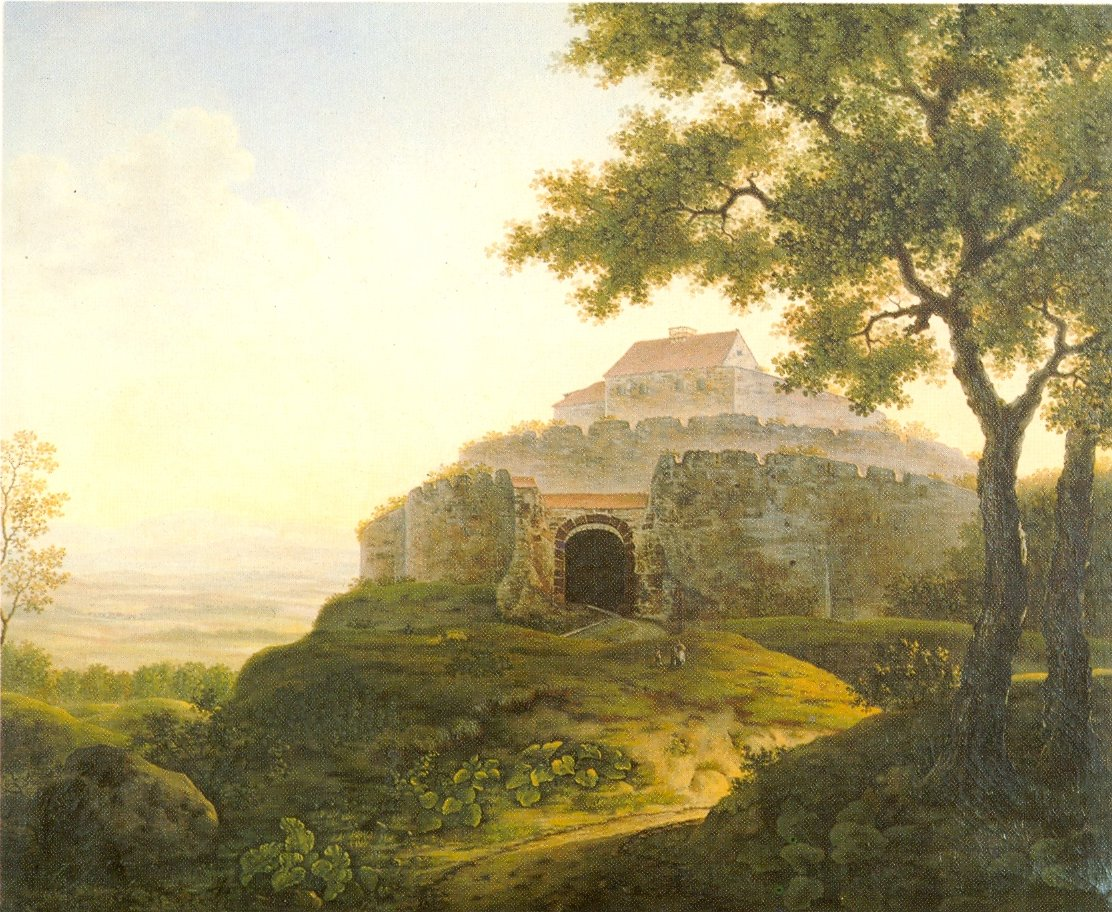
El Castillo de Wurtemberg antes de 1819 (pintura de Franz Xaver Odo Müller)
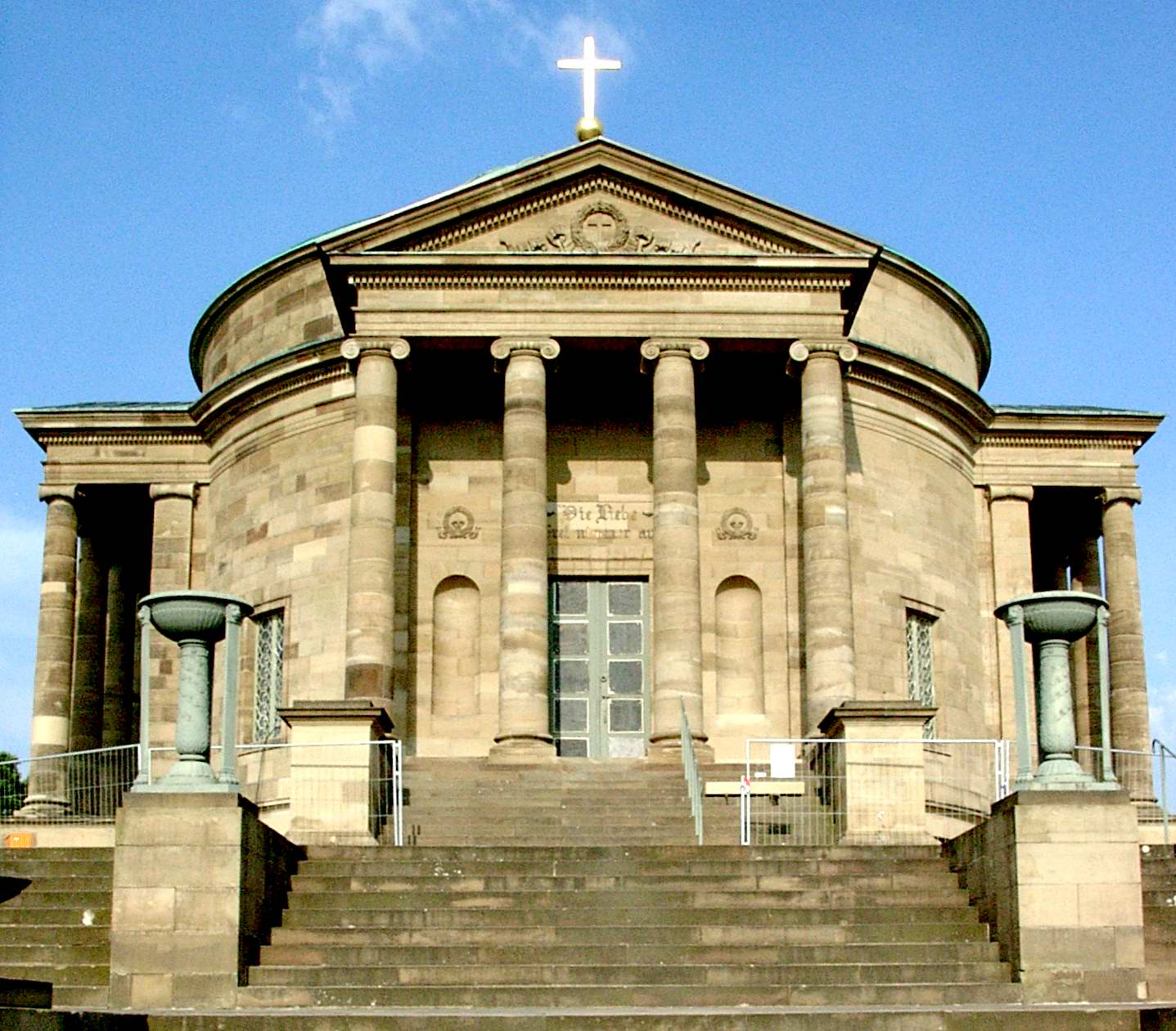
Capilla en el Wurtemberg
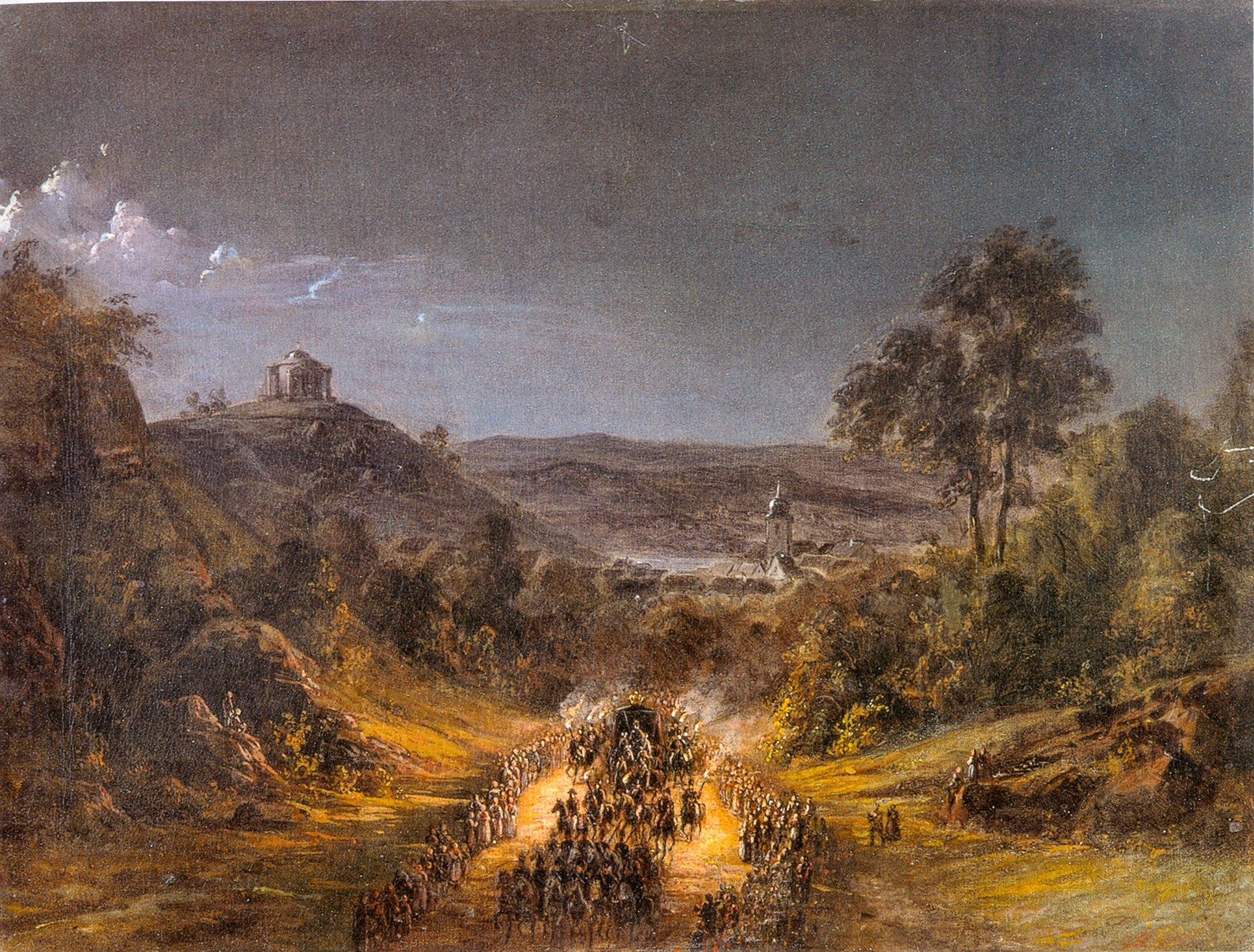
Transporte del cuerpo de Guillermo I a la capilla en el Wurtemberg en las primeras horas de la mañana del 30 de junio de 1864

- Datos: Q880094
- Multimedia: Grabkapelle auf dem Württemberg / Q880094